# Blodfingerört
Blodfingerört (Potentilla atrosanguinea) är en art i familjen rosväxter.
Blodfingerörten förekommer ej vilt i Norden.

## Varieteter
Det finns några varieteter av blodfingerört:
- Blodfingerört (P. a. var. atrosanguinea)
- Silkesfingerört (P. a. var. argyrophylla)

## Bildgalleri

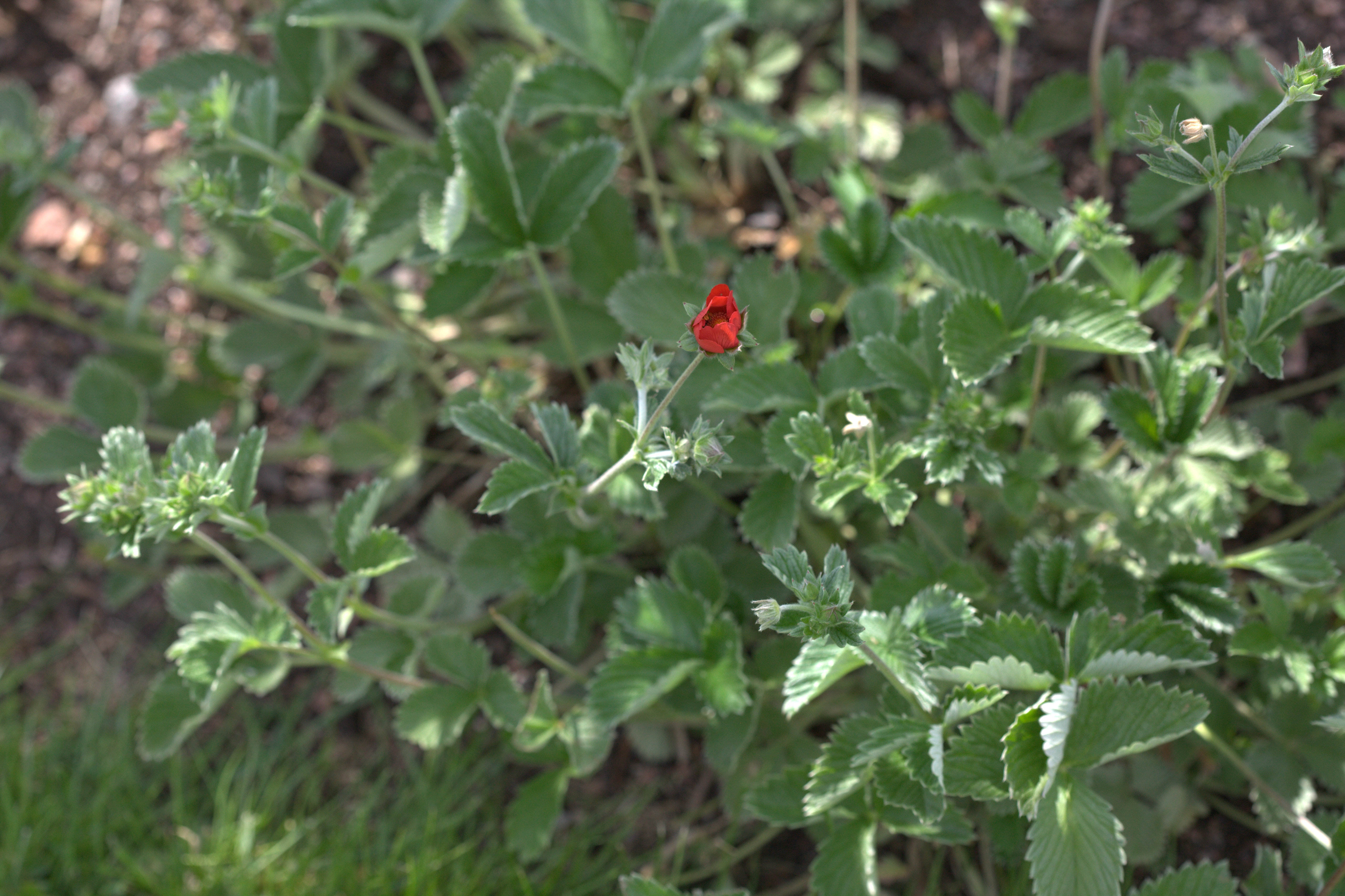
Bild på Blodfingerört.
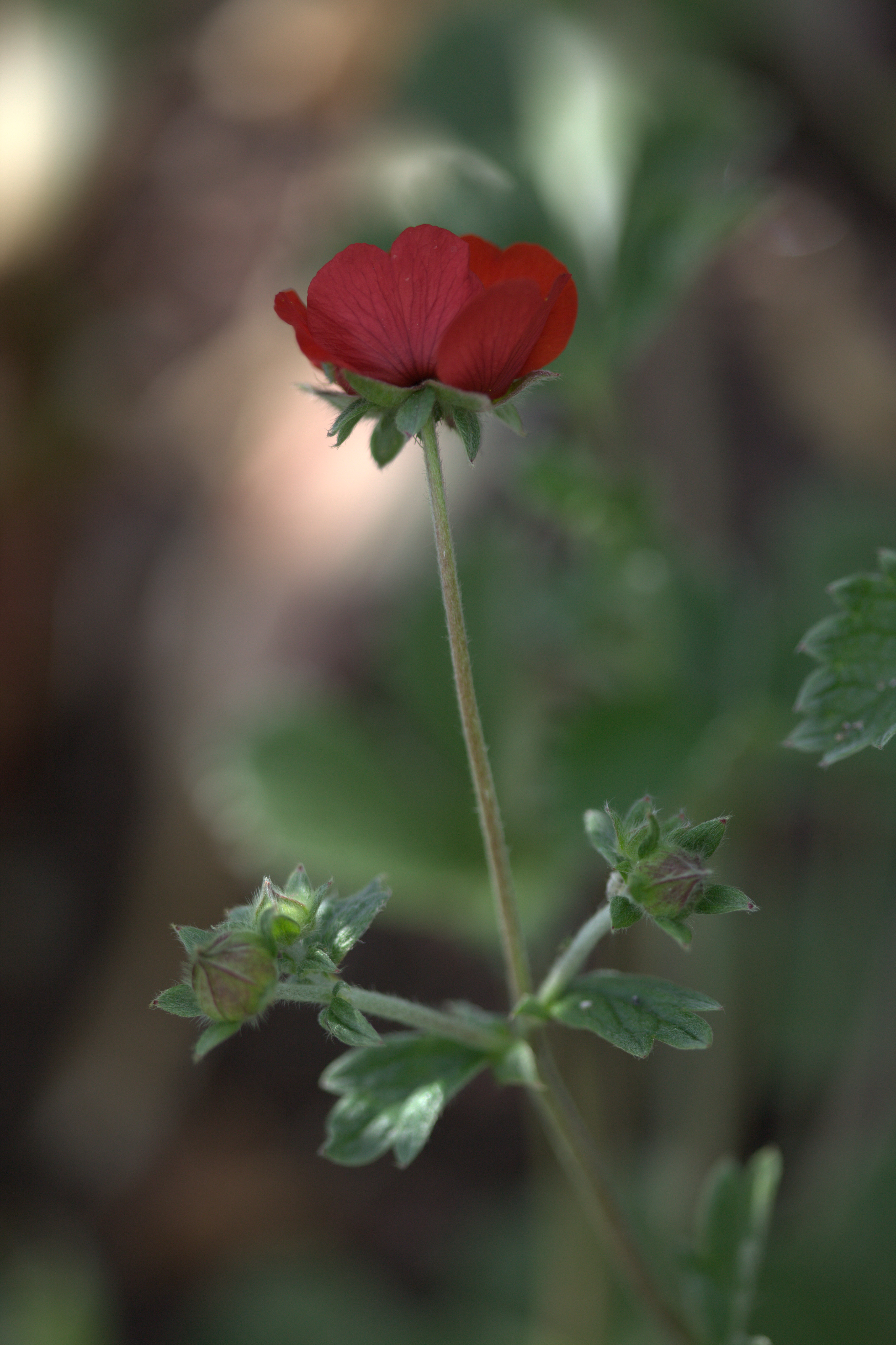
Sidovy av blomställning.
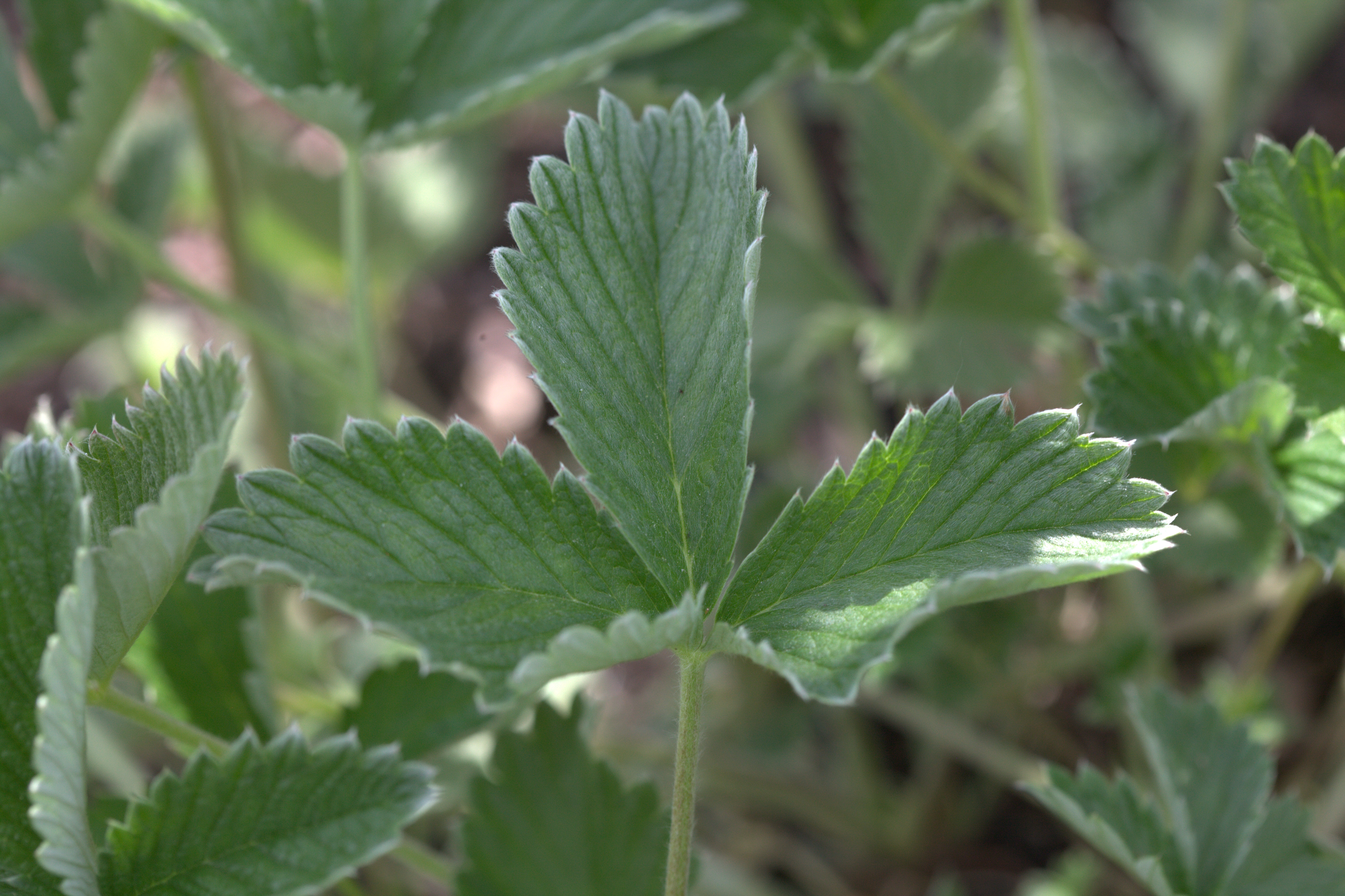
Blad.